# Karl V

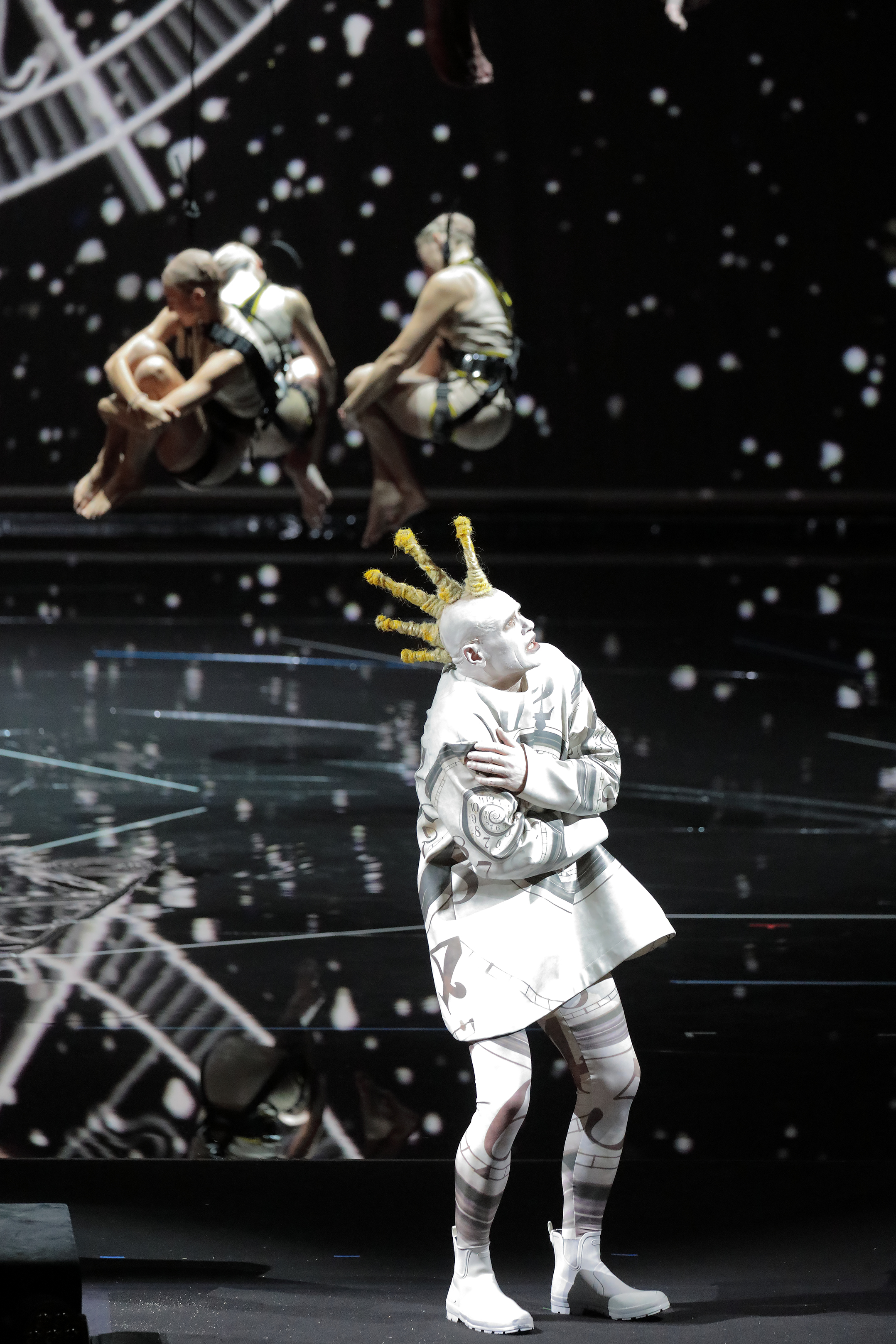
Bo Skovhus, caracteritzat de "Karl V", l'any 2019 a l'Òpera Estatal de Baviera amb producció de Carlus Padrissa.

Karl V, op. 73, és una òpera amb música i llibret d'Ernst Křenek. Composta entre 1931 i 1933, es va estrenar el 22 de juny de 1938 a Praga. Drama musical basat en la música serial i prohibida el 1934 en l'Alemanya nazi, combina música, pantomima, cinema i teatre parlat.
Inspirada en la figura de l'emperador Carles V, Karl V és la primera òpera íntegrament escrita seguint les regles del dodecafonisme. Krenek va ser un dels compositors represaliats i sancionats pel nazisme i les seves composicions van ser qualificades de música degenerada (Entartete Musik).

## Personatges
| Personatge                                    | Tessitura    | Repartiment de l'estrena, 22 de juny de 1938 (Director: Karl Rankl) |
| --------------------------------------------- | ------------ | ------------------------------------------------------------------- |
| Karl V                                        | baríton      | Pavel Ludikar                                                       |
| Joana de Castella, la seva mare               | contralt     |                                                                     |
| Leonor d'Àustria, la seva germana             | soprano      |                                                                     |
| Ferran I, el seu germà                        | tenor        |                                                                     |
| Isabel de Portugal, la seva esposa            | soprano      |                                                                     |
| Juan de Regla, el seu confessor               | paper parlat |                                                                     |
| Henri Mathys, el seu metge                    |              |                                                                     |
| Francesc de Borja                             | tenor        |                                                                     |
| Alarcón, capità                               | paper parlat |                                                                     |
| Fernando Álvarez de Toledo, tercer duc d'Alba | paper parlat |                                                                     |
| Georg von Frundsberg, capità                  | papi parlat  |                                                                     |
| Canceller imperial                            |              |                                                                     |
| Francesc I, rei de França                     | tenor        |                                                                     |
| Frangipani                                    | tenor        |                                                                     |
| Papa Climent VII                              | paper parlat |                                                                     |
| Un cardenal                                   | paper parlat |                                                                     |
| Martí Luter                                   | baríton      |                                                                     |
| Un servidor de Luter                          | tenor        |                                                                     |
| Maurici, elector de Saxònia                   | paper parlat |                                                                     |
| Solimà el Magnífic                            | baix         |                                                                     |
| El seu astròleg                               | tenor        |                                                                     |